# Ases da Vila
Ases da Vila é uma escola de samba de Ponta Grossa, Paraná.
Foi campeã do Carnaval em 2011 e 2012

## Carnavais
| Ano  | Colocação    | Grupo | Enredo                                        | Ref.  |
| ---- | ------------ | ----- | --------------------------------------------- | ----- |
| 2011 | Campeã       | Único | História já Vivida                            | [ 2 ] |
| 2012 | Campeã       | Único | Egito: da dádiva do Nilo ao império do mundo. | [ 3 ] |
| 2013 | Sem concurso | Único | Teatro é cultura no país do Carnaval          | [ 4 ] |
| 2015 | Vice-campeã  | Único | Copa do Mundo                                 | [ 5 ] |